# 三木鮎郎
三木 鮎郎（みき あゆろう、1924年6月26日 - 1997年6月6日）は、日本のジャズ評論家、司会者、放送作家、エッセイスト、翻訳家。本名は繁田文吾（しげた ぶんご）。
実兄は作曲家・作詞家の三木鶏郎。長男の三木睦郎も放送作家で「笑点」などを手がけている。

## 来歴・人物
旧制暁星中学校（現在の暁星高等学校）を経て高等商船学校（現在の東京海洋大学）中退後、アメリカ軍の通訳として活動した。
1951年に行われた「ジャズとシンフォニックタンゴの夕べ」と題されたコンサートで、当初出演予定だったトニー谷の代役で司会を担当。その後もジャズコンサートなどの音楽評論を初め、「スター千一夜」（フジテレビ）などのテレビ番組の司会・解説者、構成作家などで活躍。
ゴルフ、テニスの愛好家であり、関連する書籍も刊行した。また、晩年は海洋冒険小説を中心とした翻訳家としても活躍した。
1957年に発生した日本航空雲仙号不時着事故では乗客として搭乗していた。

## 主な司会番組
- 「三共ジェスチャークイズ」（日本テレビ） 1953.9 - 1957.4
- 「物識り大学」（日本テレビ）
- 「11PM」（日本テレビ） 1968.2 - 1973.12（水曜日担当）
- 「TBS歌謡曲ベストテン」→「TBS歌のグランプリ」（TBS） 1965.10 - 1971.3
- 「日本レコード大賞」（TBS） 1965 - 1968（4回）

この頃のレコード大賞は現在の「輝く!日本レコード大賞」というタイトルではなく、単に「日本レコード大賞授賞発表音楽会」というタイトルで年末の昼間に放送されていた。
- 「スター千一夜」（フジテレビ） 1959 - 1966
- 「ニュース対談」（フジテレビ）
- 「ウィークエンドショー」（MBS）
- 「FM25時 ビルボード・HOT50」（エフエム東京）

## 主な構成担当番組
- 「おとなの漫画」（フジテレビ）
- 「光子の窓」（日本テレビ）

## 著書
- 『花嫁募集中』桃源社、1956年7月20日。NDLJP:1645248。
- 『三木鮎郎の結婚スピーチと司会』（新星出版社） 1973
- 『ゴルフのうまくなる本』（ごま書房） 1974
- 『三木鮎郎のラケット狂奏曲 テニス・ライフへの誘い』（講談社） 1977.5
- 『ゴルフちょっといい話』（広済堂出版） 1979.12

## 翻訳
- 『駆逐艦キーリング』（セシル・スコット・フォレスター、ハヤカワ文庫） 1980.4
- 『オール・ザット・ジャズ』（H・B・ギルモア、早川書房） 1980.8
- 『原子力潜水艦、北へ』（ジョン・ボール、早川書房） 1980.12、のち文庫
- 『赤い偽装船アントノフ』（アントニー・トルー、ハヤカワ文庫） 1981.10
- 『海の豹を撃沈せよ』（ブライアン・キャリスン、ハヤカワ文庫） 1982.3
- 『無頼船長トラップ』（ブライアン・キャリスン、ハヤカワ文庫） 1982.11
- 『無頼船長の密謀船』（ブライアン・キャリスン、伏見威蕃共訳、ハヤカワ文庫） 1988.9